# David Archibald Harvey

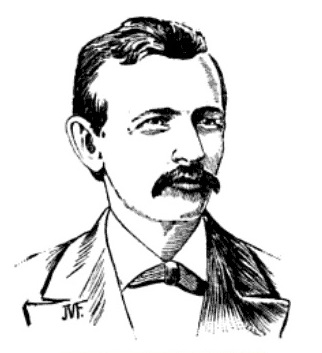
David Archibald Harvey

David Archibald Harvey (* 20. März 1845 in Stewiak, Nova Scotia, Kanada; † 24. Mai 1916 in Hope, New Mexico) war ein US-amerikanischer Politiker. Zwischen 1890 und 1893 vertrat er das Oklahoma-Territorium als Delegierter im US-Repräsentantenhaus.

## Werdegang
David Harvey kam im Jahr 1852 mit seinen Eltern in das Clermont County in Ohio, wo er die öffentlichen Schulen besuchte. Während des Amerikanischen Bürgerkriegs war er Soldat in der Armee der Union. Nach dem Krieg studierte Harvey an der Miami University in Oxford Jura. Nach seiner 1868 erfolgten Zulassung als Rechtsanwalt begann er in Topeka (Kansas) in seinem neuen Beruf zu arbeiten. Zwischen 1871 und 1881 war David Harvey Anwalt der Stadt Topeka und von 1881 bis 1889 war er Richter an einem Nachlassgericht. Im Jahr 1889 zog er nach Wyandotte im heutigen Oklahoma.
Harvey war Mitglied der Republikanischen Partei. Im Jahr 1890 wurde er als Kandidat seiner Partei zum ersten Delegierten des Oklahoma-Territoriums im US-Repräsentantenhaus gewählt. Dieses Mandat konnte er bis zum 3. März 1893 ausüben. Nachdem er 1892 nicht mehr wiedergewählt worden war, war Harvey wieder als Rechtsanwalt tätig. Unter anderem vertrat er die Interessen einiger Indianerstämme.